# Съвет на ООН по правата на човека
Съветът на ООН по правата на човека е международен правозащитен орган в системата на ООН, заменил Комисията на ООН по правата на човека.
Представлява спомагателен орган на Общото събрание на ООН. Първото заседание на Съвета се провежда на 19 юни 2006 г.

## Текущ състав
| владение  | Африка                                              | Азия                                                                       | Източна Европа                 | Латинска Америка                 | Западна Европа и др.          |
| --------- | --------------------------------------------------- | -------------------------------------------------------------------------- | ------------------------------ | -------------------------------- | ----------------------------- |
| 2015 – 18 | Бурунди · Кот д'Ивоар · Етиопия · Кения · Того      | Южна Корея · Киргизстан · Монголия · Филипини · Обединени арабски емирства | Грузия · Словения              | Еквадор · Панама · Венецуела     | Белгия · Германия · Швейцария |
| 2014 – 17 | Ботсвана · Република Конго · Гана · Нигерия         | Индия · Индонезия · Катар                                                  | Албания · Латвия               | Боливия · Салвадор · Парагвай    | Нидерландия · Португалия      |
| 2013 – 16 | Алжир · Мароко · Намибия · ЮАР                      | Китай · Малдиви · Саудитска Арабия · Виетнам                               | Северна Македония · Русия      | Куба · Мексико                   | Франция · Великобритания      |
| 2012 – 15 | Етиопия · Кот д'Ивоар · Габон · Кения · Сиера Леоне | Япония · Казахстан · Пакистан · Южна Корея · ОАЕ                           | Естония · Черна гора           | Аржентина · Бразилия · Венецуела | Германия · Ирландия · САЩ     |
| 2011 – 14 | Бенин · Ботсвана · Буркина Фасо · Република Конго   | Индия · Индонезия · Кувейт · Филипини                                      | Румъния · Чехия                | Чили · Коста Рика · Перу         | Италия · Австрия              |
| 2010 – 13 | Ангола · Либия · Мавритания · Уганда                | Катар · Малайзия · Малдиви · Тайланд                                       | Молдова · Полша                | Еквадор · Гватемала              | Швейцария · Испания           |
| 2009 – 12 | Джибути · Камерун · Мавриций · Нигерия · Сенегал    | Бангладеш · Китай · Йордания · Киргизстан · Саудитска Арабия               | Русия · Унгария                | Куба · Мексико · Уругвай         | Белгия · Норвегия · САЩ       |
| 2008 – 11 | Буркина Фасо · Габон · Гана · Замбия                | Бахрейн · Япония · Пакистан · Южна Корея                                   | Словакия · Украйна             | Аржентина · Бразилия · Чили      | Франция · Великобритания      |
| 2007 – 10 | Египет · Ангола · Мадейра · Република Южна Африка   | Индия · Индонезия · Катар · Филипини                                       | Босна и Херцеговина · Словения | Боливия · Никарагуа              | Нидерландия · Италия          |
| 2006 – 09 | Джибути · Камерун · Мавриций · Нигерия · Сенегал    | Бангладеш · Китай · Йордания · Малайзия · Саудитска Арабия                 | Азербайджан · Русия            | Куба · Мексико · Уругвай         | Германия · Канада · Швейцария |
| 2006 – 08 | Габон · Гана · Мали · Замбия                        | Япония · Пакистан · Шри Ланка · Южна Корея                                 | Румъния · Украйна              | Бразилия · Гватемала · Перу      | Франция · Великобритания      |
| 2006/07   | Алжир · Мароко · Република Южна Африка · Тунис      | Бахрейн · Индия · Индонезия · Бангладеш                                    | Полша · Чехия                  | Аржентина · Еквадор              | Финландия · Нидерландия       |